# Klassikerstraße
Koordinaten: 50° 58′ 27,9″ N, 11° 1′ 3,6″ O
Die Klassikerstraße ist eine Ferienstraße in Thüringen.
Sie führt durch bedeutende Städte der Weimarer Klassik, wie Eisenach und Weimar, durch den Thüringer Wald und durch Erfurt, Jena, Meiningen, Ilmenau, Arnstadt, Gotha und Rudolstadt.

## Städte an der Straße
- In Eisenach, der Geburtsstadt von Johann Sebastian Bach und Ernst Abbe, sind Sehenswürdigkeiten die Wartburg, das Lutherhaus, die Georgenkirche und die Reuter-Villa, außerdem ein Stadtschloss und das Landestheater Eisenach.

- In Gotha befindet sich mit Schloss Friedenstein die früheste frühbarocke Schlossanlage Deutschlands, außerdem eine denkmalgeschützte Altstadt. Sehenswert sind das Augustinerkloster und die Kirchen St. Bonifatius und St. Margarethen. Auch der Schlossgarten ist einen Besuch wert.

- In Erfurt sind sowohl das Augustinerkloster als auch die Krämerbrücke und der Mariendom sehenswert. Auch hier gibt es eine recht schöne Altstadt.

- Weimar wurde 1999 Kulturhauptstadt Europas und ist zum Teil von der UNESCO unterstützt. Es war zur Zeit Goethes das kulturelle Zentrum des Landes, wo auch die Weimarer Republik ausgerufen wurde. Sehenswert sind hier die Herzogin Anna Amalia Bibliothek, das Deutsche Nationaltheater, Schillers Wohnhaus und Goethes Wohnhaus, Bauhaus-Museum, Schloss Belvedere und die Stadtkirche St. Peter und Paul.

- Die Universitätsstadt Jena, ein Zentrum der optischen Industrie, ist vor allem durch einen 127 m hohen Büroturm, andere architektonisch interessante Viertel und einen botanischen Garten interessant.

- Viele Gebäude im Renaissance-Stil und eine Porzellanindustrie sind attraktive Merkmale der Stadt Rudolstadt, aber auch die Klosterruine Paulinzella, das Schillerhaus, das Wasserschloss Kochberg und die Heidecksburg sind touristische Attraktionen.

- In Ilmenau befindet sich ein Goethe- und ein Glasmuseum, außerdem noch ein Goethe-Häuschen und einige prächtige Gebäude aus der Zeit als Kur- und Badeort.

- Arnstadt hat eine sehr alte Altstadt, außerdem die Burg Gleichen und die Veste Wachsenburg, zwei große Kirchen und eine Puppenstadt zu bieten.

- In Meiningen befinden sich die Schlösser Elisabethenburg und Landsberg, das Literaturmuseum Baumbachhaus, das Staatstheater Meiningen und der sehenswerte Englische Garten.

Mit der Geschichte der Klassik in Thüringen sind Personen wie Johann Wolfgang von Goethe, Friedrich Schiller, Herzogin Anna Amalia und Johann Sebastian Bach eng verbunden. An der Straße befinden sich deshalb viele Denkmäler und Museen über diese Personen.